# Gnomidolon grantsaui
Gnomidolon grantsaui es una especie de escarabajo longicornio del género Gnomidolon, categorizada en la tribu Hexoplonini, de la subfamilia Cerambycinae. Fue descrita por Martins en 1967.

## Descripción
Mide 7-11 mm de longitud.

## Distribución
Se distribuye por Bolivia, Brasil, Paraguay y Venezuela.